# 武汉市人民代表大会常务委员会
武汉市人民代表大会常务委员会（简称武汉市人大常委会）是中华人民共和国湖北省武汉市人民代表大会的常设机关，对武汉市人民代表大会负责并报告工作。依法在本市行政区内行使监督权、重大事项决定权、地方立法权和人事任免权。

## 历史沿革
中华人民共和国1954年宪法及地方组织法并未规定设置县级以上人大的常务机关。1979年7月，第五届全国人民代表大会第二次会议通过《关于修正中华人民共和国宪法若干规定的决议》，其中规定：“县和县以上地方各级人民代表大会设立常务委员会，它是本级人民代表大会的常设机关”。
1979年12月10日至16日，武汉市第六届人民代表大会举行第一次会议，选举产生武汉市第六届人民代表大会常务委员会。12月18日，武汉市第六届人大常委会第一次会议决定设置机关办公室，内设秘书处、代表联络处、法制处、政务处、行政处等部门。1980年底，撤销政务处，成立经济工作处、财贸农村工作处、教科文卫工作处、城市建设工作处。1987年4月，办公室改称办公厅。

## 职责
武汉市人民代表大会常务委员会的职责可以概括为：
1. 讨论、决定本行政区域内的政治、经济、教育、科学、文化、卫生、环境和资源保护、民政、民族等工作的重大事项，决定作出后，交由市人民政府、市中级人民法院、市人民检察院执行；
2. 监督本级人民政府、中级人民法院和人民检察院的工作，保证宪法、法律、行政法规和上级人大及其常委会决议的遵守和执行；
3. 根据本市的具体情况和实际需要，在不与宪法、法律、行政法规和省的地方性法规相抵触的前提下，制定地方性法规，报省人大常委会批准后施行；
4. 决定任命、免去或撤销本级人民政府、中级人民法院、人民检察院个别领导人员及其有关工作人员的职务。[4]

## 机构设置
武汉市人大常委会设置以下机构：
- 武汉市人大常委会办公厅
  - 秘书处
  - 人事处
  - 机关党委
  - 行政处
  - 机要文书处
  - 信访办公室
  - 离退休干部处
- 武汉市人大常委会研究室
  - 综合调研处
  - 宣传处
- 武汉市人大常委会法规工作室
  - 综合处
  - 一处
  - 二处
- 武汉市人大常委会预算工作委员会
- 武汉市人大常委会代表工作委员会

## 历届领导

### 第六届
- 任期：1979年12月－1983年3月
- 主任：刘惠农
- 副主任：谢滋群、张文斗（1981年9月止）、熊飞、林岩、焦景尧、王健（1981年11月止）、李泊、彭杰如（1980年4月逝世）、刘钦云、高欣荣、肖同智、萧作霖（1982年3月补选）
- 秘书长：王健 → 李赐恭

### 第七届
- 任期：1983年3月－1988年3月
- 主任：谢滋群
- 副主任：高珣、王家吉、林岩、焦景尧、李泊、刘钦云、肖同智、翦天聪（1984年3月补选）、郭义富（1985年4月补选）
- 秘书长：李赐恭 → 万文周（1984年9月任）

### 第八届
- 任期：1988年3月－1993年3月
- 主任：黎智
- 副主任：高珣、刘泽清、何浣芬、姜兆基、张大钧、郭义富、王瑞堂、夏菊花、陈中浩（1989年3月补选）
- 秘书长：万文周

### 第九届
- 任期：1993年3月－1998年1月
- 主任：李梅芳
- 副主任：张大钧（1996年3月辞任）、乐东汉、高顺龄、何浣芬、夏菊花、陈中浩（1994年2月逝世）、金作良、万文周、何其雄（1996年3月补选）、孙德华（1997年3月补选）
- 秘书长：王成宇

### 第十届
- 任期：1998年1月－2003年1月
- 主任：李岩
- 副主任：陈元林（2000年12月辞任）、夏菊花（2000年12月辞任）、陈华芳、蔡仲玉（2000年12月辞任）、单大年、王成宇、苏忠遂、吴厚溥（2001年1月补选）、吴玉梅（2001年1月补选）、杨向玲（2001年1月补选）、赵零（2002年1月补选）
- 秘书长：周文轩

### 第十一届
- 任期：2003年1月－2007年1月
- 主任：赵零
- 副主任：陈华芳、单大年、王成宇、苏忠遂（2005年12月辞任）、胡国璋、吴玉梅（2005年12月辞任）、杨向玲（2005年12月辞任）
- 秘书长：吕金芝

### 第十二届
- 任期：2007年1月－2012年1月
- 主任：苗圩（2008年5月辞任） → 杨松（2008年6月补选） → 阮成发（2011年2月补选）
- 副主任：陈华芳（2009年12月辞任）、杨云彦（2008年5月辞任）、刘龙成、刘家栋、吕金芝、肖常谷、郑永新、彭志敏（2009年1月补选）、张河洁（2011年2月补选）
- 秘书长：建海

### 第十三届
- 任期：2012年1月－2017年2月
- 主任：阮成发
- 副主任：卢国祥（2015年1月辞任）、胡绪鹍（2016年1月辞任）、张河洁（2015年1月辞任）、郑永新（2015年1月辞任）、彭志敏、罗长刚（2014年2月终止）、黄克强（2014年1月补选）、建海（2014年1月补选，2016年1月辞任）、潘汉生（2015年2月补选）、胡洪春（2015年2月补选）、贾耀斌（2016年1月补选）、孙应征（2016年1月补选）
- 秘书长：建海（2013年12月31日辞任） → 袁堃（2014年1月补选）

### 第十四届
- 任期：2017年2月[5]－2022年1月
- 主任：陈一新 → 马国强（2018年9月7日当选[6]，2020年1月6日辞任） → 胡立山（2020年1月10日当选[7]）
- 副主任：刘立勇（2019年12月31日辞任）、胡洪春（2017年12月29日辞任）、何艳、胡树华、丁雨、但长春（2018年1月12日当选）、朱库成（2020年1月10日当选）
- 秘书长：袁堃（2017年8月22日辞任） → 朱库成（2018年1月12日当选，2019年12月31日辞任） → 许甫林（2020年1月10日当选）

### 第十五届
- 任期：2022年1月[8]－
- 主任：胡立山
- 副主任：龙良文、陈光菊、胡树华、朱库成、陈新垓
- 秘书长：许甫林